# Mourenx
 Mourenx  (en occitano Morencs) es una población y comuna francesa, en la región de Aquitania, departamento de Pirineos Atlánticos, en el distrito de Pau y cantón de Lagor.

## Demografía
| 8660 | 10 734 | 9469 | 9036 | 7460 | 7576 |
| Para los censos de 1962 a 1999 la población legal corresponde a la población sin duplicidades (Fuente: INSEE [Consultar]) |        |      |      |      |      |

Es la comuna más poblada del cantón.